# Dammsjön (Gustafs socken, Dalarna, 669457-149129)
Dammsjön är en sjö i Säters kommun i Dalarna och ingår i Dalälvens huvudavrinningsområde. Sjön har en area på 0,602 kvadratkilometer och ligger 180 meter över havet. Sjön avvattnas av vattendraget Hyttbäcken. Vid provfiske har abborre och gädda fångats i sjön.

## Delavrinningsområde
Dammsjön ingår i det delavrinningsområde (669372-149112) som SMHI kallar för Utloppet av Dammsjön. Medelhöjden är 222 meter över havet och ytan är 5,07 kvadratkilometer. Räknas de 2 avrinningsområdena uppströms in blir den ackumulerade arean 11,68 kvadratkilometer. Hyttbäcken som avvattnar avrinningsområdet har biflödesordning 3, vilket innebär att vattnet flödar genom totalt 3 vattendrag innan det når havet efter 190 kilometer. Avrinningsområdet består mestadels av skog (80 procent). Avrinningsområdet har 0,6 kvadratkilometer vattenytor vilket ger det en sjöprocent på 11,8 procent.